# لطفي بن سوي لاغا
لطفي بن سوي لاغا هو مواطن تونسي اُعتقل خارج نطاق القانون من قِبل الولايات المتحد في معتقل غوانتانامو في كوبا. ولد يوم 28 نوفمبر 1968 في مدينة تونس في تونس.
وفقا للمؤرخ أندي ورثينجتون المؤلف كتاب ملفات غوانتانامو، أن لطفي عاش فترة من الزمن في إيطاليا قبل أن يسافر إلى أفغانستان. وحسب زميله المعتقل الطاجيكي إيات نسيموفتش أن الطاقم الطبي في قندهار قرر بتر عددًا من أصابع يديه وقدميه. وبعد خروجه من غوانتانامو تم حسبه في تونس لمدة ثلاث سنوات بتهمة «الارتباط بمجموعة مسلحة بهدف إلحاق الأذى والضرر في تونس».

## ترحيله إلى تونس
كان لطفي من ضمن التونسيين العائدين من غوانتانامو إلى تونس في أواخر يونيو 2007. ذكرت أسوشيتد برس أن لطفي اُعتقل في قاعدة باغرام الأمريكية  لعدة شهور في أوائل عام 2002 قبل أن ينقل إلى غوانتانامو. وكان قد تم بتر عددًا من أصابعه في محبسه في باغرام، ، بينما في العهدة على الرغم أن الأطباء الباكستانيين قالوا أن البتر لا داعي له.
لوقالت بعض التقارير أن أحد الجنود الأمريكيين ضربه وركله عندما استيقظت من العملية.
وبعد خروجه من غوانتانامو تم حسبه في تونس لمدة ثلاث سنوات. في 2 سبتمبر 2007 قالت صحيفة واشنطن بوست أن وضع لطفي سيء في السجون التونسية، وأضافت أن: «أقول الزوار أن الأمور سيئة للغاية، بل إن  العودة إلى معتقل غوانتانامو ربما تكون أفضل.»

## وصلات خارجية
- تونسي في غوانتانامو: قصة لطفي لاغا السجين رقم 660، أندي ورثينجتون.
- أسرة التونسي عبد الله بن عمر لطفي لاغا تقول «نفضل العودة إلى غوانتانامو»، أندي ورثينجتون.